# Die Bürgerpartei
Die Bürgerpartei (BP) war eine Partei in Deutschland.
Am 1. Mai 1979 gründete Hermann Fredersdorf die Partei. Fredersdorf wurde zum Vorsitzenden und Bolko Hoffmann zum stellvertretenden Vorsitzenden gewählt. Weitere Mitglieder waren unter anderem Heinz Kaminski und Trude Unruh (bis 1980).
Politisch trat die Bürgerpartei als bürgerlich-konservative Protestpartei auf. Wesentliche inhaltliche Forderung waren radikale Steuerreformen. Fredersdorf wollte nach eigener Aussage mit der Partei eher radikale Steuervereinfachungen denn -senkungen anstreben.
Die Partei kam auf neun Landesverbände und auf insgesamt etwa 2000 Mitglieder. Im Herbst des Gründungsjahres kam es zu Streitigkeiten in der Partei, führende Mitglieder traten aus. Der Gründer Fredersdorf trat im Juli 1980 aus. Die BP kandidierte bei der Landtagswahl in Nordrhein-Westfalen 1980 und erreichte dort 0,1 %, bei der Bundestagswahl 1980, wo sie in Bremen, Nordrhein-Westfalen und Bayern Landeslisten einreichte und auf bundesweit 0,03 % kam. Die BP trat auch bei der Bürgerschaftswahl in Hamburg Juni 1982 und der Landtagswahl in Niedersachsen 1986 an, wo ihre Ergebnisse ebenfalls im Promillebereich lagen.
Mit Helmut Koelbel und Erwin Brettschneider gehörten zwei führende Funktionäre der Partei zu den Gründungsmitgliedern der Republikaner, wo sie Mitglieder des Gründungsvorstands wurden. Im Vorfeld hatte es mit ihnen Gespräche gegeben, die Partei aufzulösen. Mitglieder der Bürgerpartei erhielten Einladungen Gründungsmitglieder der Republikaner zu werden.